# Mörk kanelspindling
Mörk kanelspindling (Cortinarius sommerfeltii) är en svampart som beskrevs av Høil. 1984. Mörk kanelspindling ingår i släktet Cortinarius och familjen spindlingar.  Arten är reproducerande i Sverige. Inga underarter finns listade i Catalogue of Life.